# Ambelokipi-Menemeni
Ambelokipi-Menemeni (griechisch Αμπελόκηποι-Μενεμένη (m. pl.)-(f. sg.)) ist eine Gemeinde, die zum 1. Januar 2011 aus der Fusion der bis dahin selbständigen Gemeinden Ambelokipi und Menemeni gebildet wurde. Sie befindet sich unmittelbar nordwestlich des Zentrums von Thessaloniki, die beiden Gemeindebezirke sind de facto Stadtteile der makedonischen Metropole. Näheres siehe in den Artikeln zu den beiden Gemeindebezirken.

## Verwaltungsgliederung
| Gemeindebezirke | griechischer Name            | Code   | Fläche (km²) | Einwohner 2011 | Stadtbezirk (Δημοτική Κοινότητα) | Lage |
| --------------- | ---------------------------- | ------ | ------------ | -------------- | -------------------------------- | ---- |
| Ambelokipi      | Δημοτική Ενότητα Αμπελοκήπων | 070201 | 1,787        | 37.381         | Ambelokipi                       |      |
| Menemeni        | Δημοτική Ενότητα Μενεμένης   | 070202 | 8,465        | 14.746         | Menemeni                         |      |
| Gesamt          | Gesamt                       | 0702   | 10,252       | 52.127         |                                  |      |